# Palanas
Palanas é um município de  quarta classe de renda municipal (d) na província Masbate, nas Filipinas. De acordo com o censo de 1 de maio  de  2020 possui uma população de 27 322 pessoas e 6 479 domicílios.